# Karel Hloušek
Karel Hloušek (31. října 1918 – ?) byl český fotbalista, útočník.

## Fotbalová kariéra
Hrál za Viktorii Žižkov (1937–1946) a SK Teplice (1946–1948). V lize odehrál 104 utkání a dal 35 gólů (Žižkov: 100/35, Teplice: 4/0). Za Teplice dal 67 branek ve 47 startech ve třetí nejvyšší soutěži (I. A třída Radějovy župy) a 14 branek ve 23 zápasech ve druhé nejvyšší soutěži (divize).

### Prvoligová bilance
| Ročník          | Zápasy | Góly | Minuty | Klub               |
| --------------- | ------ | ---- | ------ | ------------------ |
| I. liga 1937/38 | –      | 3    | –      | SK Viktoria Žižkov |
| I. liga 1938/39 | 19     | 5    | –      | SK Viktoria Žižkov |
| I. liga 1939/40 | –      | 6    | –      | SK Viktoria Žižkov |
| I. liga 1940/41 | –      | 9    | –      | SK Viktoria Žižkov |
| I. liga 1943/44 | –      | 9    | –      | SK Viktoria Žižkov |
| I. liga 1945/46 | –      | 3    | –      | SK Viktoria Žižkov |
| I. liga 1948    | 4      | 0    | 360    | SK Teplice-Šanov   |
| CELKEM I. LIGA  | 104    | 35   | –      |                    |